# 劉騰鴻
劉 騰鴻（りゅう とうこう、Liú Ténghóng、1830年 - 1857年）、字は峙衡。清末の湘軍の指揮官。
湖南省湘郷県（現在の漣源市楊市鎮）出身。1855年、巴陵で農民反乱がおきると、巡撫の駱秉章の命で兵5百を率いて鎮圧した。その後、湘軍の羅沢南に従って武昌攻略に赴いて功績を立て、知県に任ぜられた。1856年、湖北巡撫胡林翼の命で、部隊千人を率いて曽国華の応援に江西省に赴き、太平天国軍の頼裕新が守る瑞州を包囲した。瑞州は南北2つに分かれていたが、劉騰鴻は南城を陥落させ、直隷州知州に昇進した。1857年になると、曽国藩も応援に駆けつけ、曽国華と劉騰鴻とともに北城の包囲を続けていた。しかし曽国藩・曽国華は父の死で帰郷し、劉騰鴻が後事を託された。劉騰鴻は7月に総攻撃をかけて奪回に成功するも、激戦の中で戦死した。